# Nieuwlande

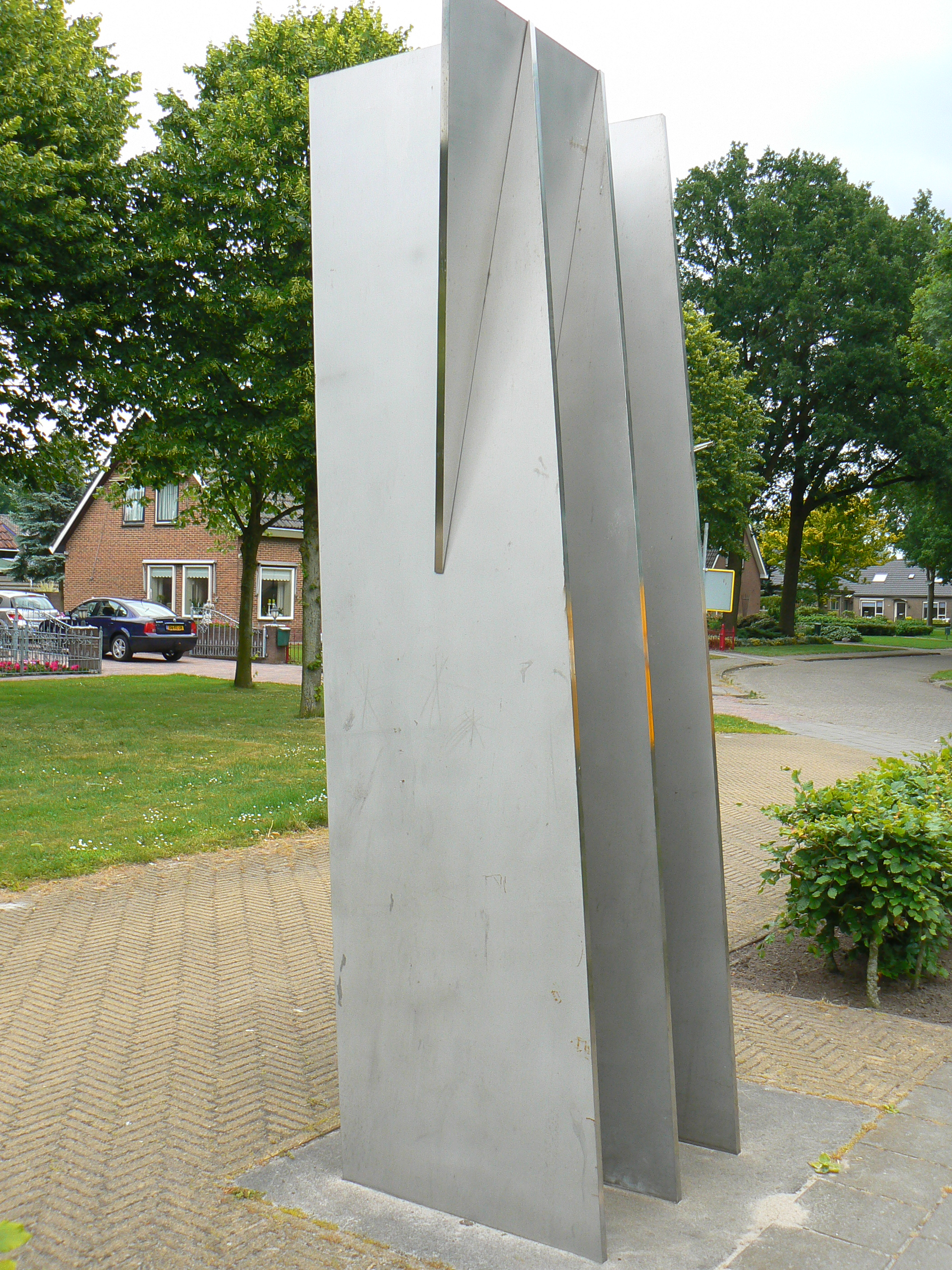
Motståndsrörelsemonumentet

Nieuwlande är en småort i kommunen Hoogeveen i provinsen  Drenthe i Nederländerna, som hade en befolkning på 1 250 år 2004.
Nieuwlande ligger på mager och torvmosserik mark i södra delen av Drentheprovinsen.

## Nieuwlande under andra världskriget
Nieuwlande är en av två orter - Le Chambon-sur-Lignon i Frankrike är den andra - som kollektivt fått utmärkelsen Rättfärdig bland folken av den israeliska Yad Vashem för att ha skyddat judar undan nazitysk förföljelse och Förintelsen åren 1942-43 under andra världskriget. Utmärkelsen gavs 1985.
Byns invånare, på den tiden 117 personer, bestämde att varje hushåll skulle ta hand om minst en förföljd jude, helst en familj. 
Bland dem som ledde denna räddningsaktion var bonden och motståndsmannen Johannes Post (1906-44), som avrättades av tyskarna i juli 1944, och Arnold Douwes (1906-1999), som så småningom tog över. Arnold Douwes räddades av motståndsrörelsen innan han skulle avrättas i januari 1945.
År 1988 restes ett minnesmärke för att hedra Nieuwlande också i Yad Vashem i Jerusalem.